# Zeloti di Tessalonica

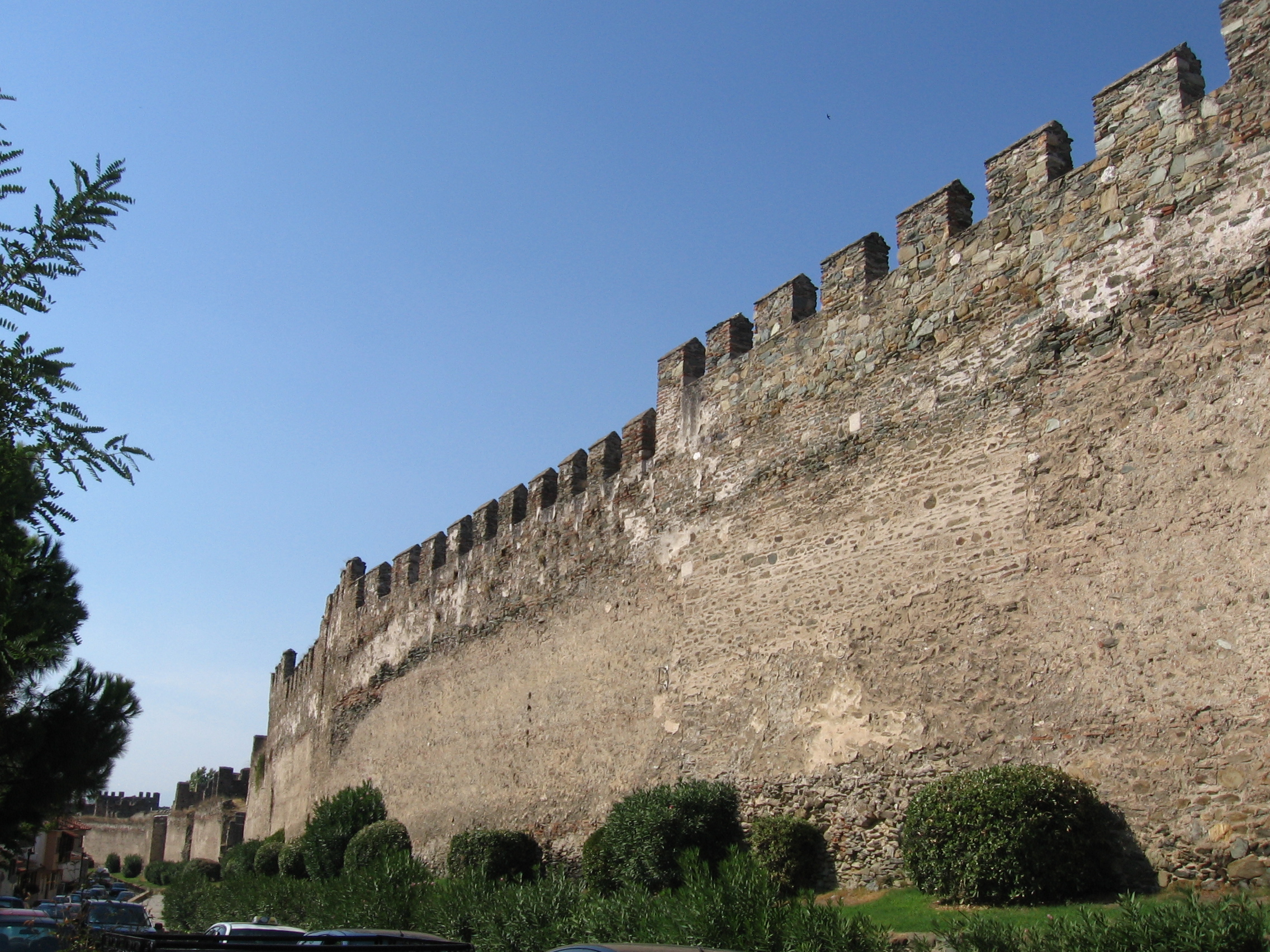
Le mura bizantine di Tessalonica (moderna Salonicco)

Gli Zeloti (in greco antico: Ζηλωταί?) erano un gruppo politico che dominò gli sviluppi politici a Tessalonica dal 1342 al 1350. Le fonti contemporanee, in particolare con simpatie anti-zelote, forniscono poche informazioni sull'azione di governo degli zeloti di Tessalonica. Essi riuscirono a stabilire un efficace autogoverno civico per otto anni. Confiscarono le proprietà dell'aristocrazia e le ridistribuirono al popolo. In passato venne affermato che gli zeloti avevano una sorta di programma di riforma sociale, ma le fonti sono piuttosto scarse. Molte di queste affermazioni sono state costruite su un discorso dello studioso Nicola Cabasila, ma alla fine sembra che non avesse alcuna connessione con la rivolta zelota, ma era stato scritto molti decenni più tardi.

## Antefatto
Agli inizi del XIV secolo, l'impero bizantino entrò in un periodo di forte declino. Vi fu una grande guerra civile negli anni 1320, accompagnata da invasioni da ogni parte dell'impero. A seguito dell'indebolimento e impoverimento dell'impero, la miseria delle grandi masse nelle campagne e nelle città divenne quasi insopportabile. Sia in campagna che nelle città tutta la ricchezza era concentrata nelle mani di una piccola classe aristocratica, e contro di loro venne diretta l'amarezza delle masse indigenti.

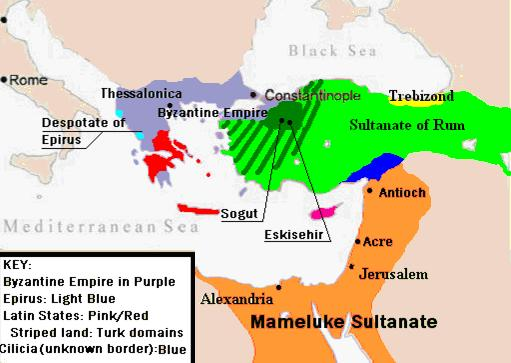
L'impero bizantino alla salita al trono di Andronico III (1328)

Giovanni Cantacuzeno, dopo la morte dell'imperatore Andronico III Paleologo, fu il reggente per il figlio minore del defunto, Giovanni V. A Costantinopoli si formò una potente fazione, guidata dal megas doux Alessio Apocauco, che complottò contro di lui e riuscì ad ottenere il sostegno dell'imperatrice vedova Anna di Savoia e del Patriarca Giovanni Kalekas. Il conflitto tra la nuova reggenza e Cantacuzeno scoppiò apertamente nell'ottobre del 1341.
Le fonti letterarie, tutte in favore di Cantacuzeno, hanno presentato il conflitto come una lotta tra gli "aristoi" (vale a dire i migliori) e i poveri. In effetti, l'aristocrazia era divisa in parti uguali tra le due fazioni, mentre la maggior parte sostenitori aristocratici di Cantacuzeno presto lo abbandonarono, nel 1342-1343, dopo le sue prime grandi sconfitte. Contro Cantacuzeno era anche la gente comune delle città, spesso a seguito dell'incoraggiamento delle autorità. In molte città della Tracia, che si erano unite a lui nelle prime fasi della guerra civile, ci furono scontri a favore del minore legittimo Giovanni V. Inoltre, la società bizantina contemporanea era anche divisa su questioni religiose, tra i mistici esicasti o palamiti e gli intellettuali o barlaamiti, che preferivano perseguire lo studio della filosofia e accarezzavano l'eredità dell'umanesimo. Durante la seconda guerra civile Tessalonica venne amministrata dai metropoliti anti-esicasti. Sappiamo poco sull'atteggiamento dei Zeloti in merito a questa controversia, ma è un fatto che uno dei loro capi, Andrea Paleologo, cercò una guida spirituale in San Savvas, uno dei principali esicasti.

## Ascesa degli Zeloti
Tessalonica a quel tempo era la seconda città più importante dell'impero dopo Costantinopoli stessa. Ricca e quasi popolosa come la capitale, la sua gente era già risentita del controllo della capitale lontana, e si era già una volta ribellata contro il governatore nominato da Costantinopoli: nella prima guerra civile bizantina, nel 1322, avevano spodestato il  despotes  Costantino Paleologo a favore di Andronico III e del suo luogotenente, Giovanni Cantacuzeno. Quando scoppiò la seconda guerra civile, il controllo della città divenne di grande importanza per entrambe le fazioni, e i sostenitori di Cantacuzeno, guidati dal suo governatore Teodoro Sinadeno, cercarono di consegnarla a lui. Gli abitanti della città però reagirono, li cacciarono e presero il controllo della città. Apocauco stesso arrivò poco dopo a capo di una flotta e installò Michele Monomaco come suo governatore, che venne succeduto, nel 1343, da Giovanni Batatze e nel 1344 dal figlio di Apocauco, il Megas primikērios Giovanni Apocauco. Il vero potere in città però rimase al capo degli zeloti, Michele Paleologo, che in collaborazione con il governatore ebbe il titolo di archon. Come ogni città dell'Impero, negli affari locali partecipava il consiglio comunale, costituito dalla nobiltà locale e da altri cittadini influenti.
Michele e Andrea Paleologo erano i capi della rivolta. Nonostante gli sforzi per identificarli tuttavia, essi non rientrano in alcun modo nel noto albero genealogico dei Paleologi e non sappiamo nemmeno la loro relazione di parentela: potevano, infatti, semplicemente provenire da qualche famiglia che aveva preso il nome dinastico per estensione. Ma un punto rimane imprescindibile: i cosiddetti "rivoluzionari" si identificarono sempre con legittimità paleologa. Anche se gli zeloti, per tutta la loro esistenza, continuarono a riconoscere l'imperatore legittimo Giovanni V Paleologo, è possibile che abbiano cercato di raggiungere uno stato di semi-autonomia. Anche se è stato sostenuto che avevano un programma politico a sostegno delle classi inferiori, essi stessi appartenevano all'aristocrazia, mentre le proprietà confiscate ai sostenitori di Cantacuzeno vennero date ai sostenitori della reggenza. Le persone potevano effettivamente avere motivazioni anti-aristocratiche, ma questo non costituiva lo scopo degli zeloti.

## Colpo di stato di Apocauco, reazione e terrore
Nel corso degli anni, la città resistette con successo ai tentativi di Cantacuzeno di catturare la città con l'aiuto dei suoi alleati, l'emiro dei turchi selgiuchidi Umur e Stefan Dušan di Serbia. Quando la marea della guerra civile gradualmente si rivoltò verso Cantacuzeno, tuttavia, Giovanni Apocauco tentò un complotto contro gli zeloti. Contattò i resti dell'aristocrazia pro-Cantacuzeno e dopo aver ucciso Michele Paleologo, assunse il potere e arrestato gli zeloti più importanti senza alcuna reazione popolare. Dopo aver appreso dell'omicidio di suo padre a Costantinopoli, nel giugno 1345, Apocauco decise di consegnare la città a Cantacuzeno, ma la folla, guidata da Andrea Paleologo, un altro leader della Longshoremen (parathalassioi), si sollevò contro di lui. Apocauco e un centinaio degli aristocratici più importanti vennero linciati e tutti coloro che erano sospettati di "Cantacuzenismo" furono passibili di essere uccisi e la sua casa e le proprietà saccheggiate.

## Fine
Nel 1347, Cantacuzeno e l'imperatore Giovanni V si riconciliarono, ma gli zeloti ignorarono gli ordini provenienti dalla capitale, come ad esempio la nomina di Gregorio Palamas come arcivescovo. La città rimase isolata dal resto del mondo, fu colpita dalla peste nera e fu anche soggetta alla continua minaccia di Stefan Dušan. La situazione divenne sempre più disperata e si discusse di cedere la città alla protezione degli stranieri, vale a dire alla Serbia. Questo però era inaccettabile per molti tessalonicesi, tra l'altro per Archon Alessio Laskaris Metochite. Alla fine del 1349, la popolazione si rivoltò contro gli zeloti, che vennero sconfitti ed ebbero saccheggiate le loro proprietà. Andrea Paleologo fuggì al Monte Athos e divenne monaco nel monastero della Grande Lavra. Seguirono dei negoziati e nel 1350, Cantacuzeno, accompagnato dall'imperatore Giovanni Paleologo e Palamas, fecero un ingresso trionfale in città.